# Автотранспортний коледж Дніпровської політехніки
Автотра́нспортний те́хнікум Націона́льного гірни́чого університе́ту є державним вищим навчальним закладом першого рівня акредитації у місті Дніпрі.
Згідно з державною національною програмою «Освіта» і Законом України «Про освіту» технікум створює умови для реалізації кожним громадянином його здібностей, таланту, різностороннього розвитку, забезпечує фундаментальну і професійну підготовку, отримання громадянином відповідного освітньо-кваліфікаційного рівня, через систему виховання формує освічену, творчу особу з високими моральними і фізичними якостями дає можливість громадянам підвищувати свій освітній і кваліфікаційний рівень шляхом навчання без відриву від виробництва. Рішення цих функцій закладені в системі організації діяльності технікуму, в структурі навчальних дисциплін, в організаційній і методичній документації, в діяльності адміністративно — викладацького персоналу.
Технікум має сучасну матеріально-технічну базу, що дозволяє на високому рівні забезпечити навчально-виховний процес. Навчальні кабінети, лабораторії, комп'ютерні класи, бібліотека, читальна зала, спортивна зала, гуртожиток для студентів. Працюють гуртки художньої самодіяльності, спортивні секції. В технікумі створена діюча Рада студентського самоврядування. Кожен студент може отримати консультацію практичного психолога, юриста.

## Спеціальності
«Організація перевезень і управління на автотранспорті»

Кваліфікація: технік-технолог.

Техніків-технологів готують до роботи на підприємствах автомобільної галузі на посадах:
 — технік-технолог (механіка);
 — диспетчер автомобільного транспорту;
 — диспетчер з міжнародних перевезень;
 — диспетчер служби перевезень;
 — диспетчер станційний.

За період навчання студенти вивчають, окрім гуманітарних, соціально-економічних та загально-технічних дисциплін, дисципліни професійної та практичної підготовки: «Вантажні автоперевезення», «Пасажирські автоперевезення», «Основи менеджменту», «Організація міжнародних автоперевезень», «Основи митного законодавства», «Транспортне право», «Економіка підприємства», « Комп'ютерна техніка та інформаційні технології», «Правила та безпека дорожнього руху», «Основи податкової системи», «Комерційна робота на транспорті» та інші.

Практичні навички та вміння студенти здобувають на практиках:
 — на вантажних та пасажирських автопідприємствах;
 — комп'ютерна;
 — технологічна;
 — переддипломна.

В процесі навчання студенти також здобувають робітничі професії:
 — оператор персонального комп'ютера;
 — водій автомобілів категорії «В, С». 

«Обслуговування та ремонт автомобілів і двигунів»

Кваліфікація: технік-механік.

Техніків-механіків готують до роботи на підприємствах автомобільної галузі на посадах:
 — механік;
 — механік з ремонту транспортних засобів;
 — технік-конструктор;
 — механік виробництва;
 — механік автоколони;
 — майстер виробничого навчання.

За період навчання студенти вивчають, окрім соціально-гуманітарних та загально-технічних дисциплін, дисципліни професійної та практичної підготовки: «Автомобілі», «Технічна експлуатація автомобілів», «Електрообладнання автомобілів», «Основи технології ремонту автомобілів», «Правила і безпека дорожнього руху автомобілів» та інші.

Практичні навички та вміння студенти здобувають на практиках:
 — слюсарна;
 — верстатна;
 — демонтажно-монтажна;
 — практика з технічного обслуговування та ремонту автомобілів;
 — технологічна;
 — переддипломна.

В процесі навчання студенти також здобувають робітничі професії:
 — слюсар з ремонту автомобілів 2-3 розряду;
 — водій автомобілів категорії «В», «С».

## Історія технікуму
Створений на базі Дніпропетровського автотракторного технікуму, який був організований згідно з постановою ЦВК і РНК СРСР № 237 від 23 червня 1930 року і мав назву Дніпропетровський автомобільний технікум (з робочим вечірнім відділенням), який був підпорядкований Головному дорожньому управлінню УРСР.
У 1944 році технікум був перейменований в автомобільно-дорожній і підпорядкований Міністерству автомобільного транспорту УРСР. Технікум готував техніків-механіків автомобільного транспорту. Окрім цього з 1954 по 1959 рік технікум проводив підготовку техніків-будівельників за фахом «Будівництво і експлуатація автомобільних доріг і мостів» і тому називався Дніпропетровським автомобільно-дорожнім.
З 1961 року технікум розпочав підготовку техніків-експлуатаційників і став називатися Дніпропетровським автотранспортним технікумом (ДАТТ).

У 1997 році згідно з Постановою Кабінету Міністрів України від 29.05.97 № 526 «Про удосконалення мережі вищих і професійно-технічних навчальних закладів» ДАТТ був розформований. Наказом Міністерства освіти України за № 218 від 20.06.97 був створений Дніпропетровський транспортно-економічний технікум. Навчальний автотранспортний центр є самостійною структурною одиницею Дніпропетровського транспортно-економічного технікуму.
Зараз технікум здійснює підготовку молодших фахівців на денній формі навчання осіб, які отримують документи державного зразка про базову загальну середню освіту і про повну загальну середню освіту; на заочній формі навчання тільки фахівців, які мають документ державного зразка про повну загальну середню освіту по двох спеціальностях: 5.090240 «Обслуговування і ремонт автомобілів і двигунів» і 5.100404 «Організація перевезень і управління на автотранспорті».

## Талісман технікуму
ЗіС-5 вважався найкращою радянською довоєнною вантажівкою. Його ресурс до капітального ремонту становив 70 тис. км, а нерідко «Захари» ходили більше 100 тыс. км. Їх двигуни могли працювати майже на усьому, що горить: бензині з октановим числом 55-60, бензолі, суміші спирту з бензином або бензолом, в жарку погоду — на гасі.
Коли почалося виробництво ЗіС-5, то разом з основною моделлю випускалися модифікації з подовженою (ЗіС-11, ЗіС-12, ЗіС-14) базою. Шасі ЗіС-11 призначалося для пожежних автомобілів (довжина — 7500 мм), а шасі ЗіС-12 і ЗіС-14 — для різних спеціальних автомобілів. Тривісні отримали індекс ЗіС-6 (1934 р.), газобалонний — ЗіС-30. Були також газогенераторні (ЗіС-13, ЗіС-21, ЗіС-31), напівгусеничні (ЗіС-22 і ЗіС-42) і повноприводні ЗіС-32.
Модель поставлялася до Туреччини, Ірану, прибалтійських республік і Монголії. Експортний варіант зовні відрізнявся наявністю переднього бампера, який, як і облицювання радіатора, був нікельований. Всього до війни встигли виготовити понад 325 тис. «Захарів», приблизно третина з них була відправлена до армійських частин. На базі ЗіС-5 виготовлялися самоскиди, цистерни, хлібні фургони, автобуси… Перші легендарні «катюші» також збиралися на шасі ЗіС-5.
Всього за роки випуску 1934—1948 було випущено 532 311 автомобілів ЗіС-5, а модель ЗіС-5В випускали з 1941 по 1958 роки, ЗіС-50 (1948), ЗіС-11 в 1934-41 роках, ЗіС-12 в 1935-41 роках, ЗіС-14 в 1936-40 роках.